# 時実新子
時実 新子（ときざね しんこ、本名：大野 恵美子（おおの えみこ）、1929年1月23日 - 2007年3月10日）は、日本の川柳作家、随筆家。現代川柳の一時代を築いた人物として知られる。岡山県上道郡九蟠村（現・岡山市東区西大寺）出身。 

## 経歴
1941年、岡山県立岡山西大寺高等女学校（現・岡山県立西大寺高等学校）入学。学徒動員や空襲を経て、1946年兵庫県姫路市の文具商と結婚。傷痍軍人であった夫の暴力に苦しむ中で、新聞の投稿欄で川柳に出会う。もともとは学生時代から短歌を詠んでいたが、1954年神戸新聞の川柳壇に初めて投句して入選する。1956年「ふあうすと」に参加するも、翌年同会を退会して『川柳研究』幹事となる。川上三太郎に師事。1963年、第一句集「新子」刊行。わずか2ヶ月で売り切れるほどの反響を呼んだ。1966年『川柳ジャーナル』創刊メンバーに加わる。1968年に川柳研究を退社し、1974年には『川柳ジャーナル』も脱退し、それ以来フリーで活動することを宣言した。
1975年、個人誌『川柳展望』創刊。1981年姫路市民文化賞受賞。1987年、句集『有夫恋』がベストセラーとなり、女性の川柳愛好家が激増する。1995年、神戸新聞平和文化賞受賞。1996年、「川柳展望」を終刊とし、新たに『川柳大学』創刊。2001年神戸市文化賞受賞。2007年3月10日午前5時15分、肺癌のため神戸市の病院で逝去（享年78）。
彼女の川柳は、女性の情念を鮮烈に表現したものが多く、川柳界に新しい風を吹き込んだ。その作風から与謝野晶子と並び称された。また、渡辺美輪ら後進の育成にも力を注いだ。選句力や鑑賞力の高さから、新子が選者を務める川柳欄は人気が高く、多くの句が寄せられた。

## 著書
- 『新子 句集』川柳ふあうすとひめじの会 1963
- 『ちょっと一ぷく 文集』徳島政治新聞社 1967
- 『時実新子集 私版・短詩型文学全書川柳篇』八幡船社 1973
- 『月の子 新子自選集』たいまつ社 現代川柳選 1978
- 『花の結び目 新子の表現十二章』たいまつ社 1981　のちハルキ文庫
  - 『花の結び目 新子の川柳行路』朝日文庫 1988
- 『新子つれづれ』たいまつ社 1982
- 『川柳を始める人のために 新子の川柳入門』池田書店 1986
- 『有夫恋 おっとあるおんなのこい』朝日新聞社 1987　のち文庫、角川文庫
- 『言葉をください 新子の川柳エッセイ』文春文庫 1988
- 『小説新子』朝日新聞社 1988　のち文庫
- 『川柳添削十二章』東京美術選書 1988
- 『川柳新子座 Let’s senryu』朝日新聞社 1990
- 『指さきの恋』文芸春秋 1990
- 『愛のうた恋のうた 新子が読む百人一首』広済堂出版 1991
- 『愛ゆらり』大和書房 1991　のち角川文庫
- 『新子聚花』朝日新聞社 1991
- 『川柳新子座 1990』朝日新聞社 1991
- 『時実新子のじぐざぐ遍路』朝日新聞社 1991
- 『川柳新子座 1991』朝日新聞社 1992
- 『咲くやこの花 川柳秀句を味わう』東京美術 1993
- 『川柳新子座 1992 (遊びせんとや)』朝日新聞社 1993
- 『父さんごめんね母さんごめんね 親を見つめて六十年』講談社 1993　のち文庫
- 『時実新子の「自分、を生きる」いい話』中経出版 1993　『悲しみにありがとう 「自分、を生きる」いい話』PHP文庫
- 『恋歌ノート』角川文庫 1994
- 『川柳新子座 1993 (百色の毬)』朝日新聞社 1994
- 『想夫恋 とうでん川柳倶楽部』講談社 1994
- 『恋ごころが女の人生を変える』講談社 1995
- 『再婚ですが、よろしく』海竜社 1995　『じんとくる手紙』小学館文庫
- 『死ぬまで女』ネスコ 1995
- 『新子流川柳入門』ネスコ 1995
- 『川柳新子座 1994 (川柳ゆめ芝居)』朝日新聞社 1995
- 『人間ぎらい人恋し』角川書店 1995
- 『キラキラ悩む 時実新子の人生相談』Mine編集部編 講談社 1996
- 『川柳新子座 1995 (魔術師たち)』朝日新聞社 1996
- 『風の窓辺で 川柳新子座 1996』朝日新聞社 1997
- 『思いもかけない幸せ』PHP研究所 1998
- 『時実新子全句集 1955～1998』大巧社 1999
- 『哀 もう何も見えない日には』大巧社 2000
- 『愛走れ』角川春樹事務所 2000
- 『命 ふと自分のことが嫌になったら』大巧社 2000
- 『おいしい老いを楽しむヒント』主婦の友社 2000
- 『風 窓を開けて小鳥になって』大巧社 2000
- 『恋 こんなにもゆれるぶらんこ』大巧社 2000
- 『母 走りつづける列車のように』大巧社 2000
- 『悪女の玉手箱』有楽出版社 2002
- 『白い花散った』日本放送出版協会 2003
- 『時実新子のだから川柳』安藤まどか,月刊『望星』編集部編 東海教育研究所 望星ライブラリー 2008

### 編共著
- 『川柳秀句館 神戸新聞川柳壇の十年』編著 編集工房円 1986
- 『日本の名随筆 別巻 53 川柳』編 作品社 1995
- 『わが阪神大震災 悲苦を超えて 川柳集』選 曽我碌郎編 大和書房 1995
- 『乾杯!女と男 聖子・新子の幸福論』田辺聖子共著 PHP研究所 1997
- 『川柳の目新子の目 神戸新聞文芸川柳壇 1999』編著 神戸新聞総合出版センター 2000
- 『川柳の目新子の目 神戸新聞文芸川柳壇 2000』編著 神戸新聞総合出版センター 2001
- 『一粒の種 神戸新聞文芸川柳壇 2002』編著 神戸新聞総合出版センター 2002
- 『夕焼けエッセー 街角の600字』玉岡かおる共撰 産経新聞ニュースサービス 2003
- 『モノ書く女への道』玉岡かおる共著 有楽出版社 2004
- 『夕焼けエッセー 2』玉岡かおる共撰 産経新聞ニュースサービス 2004
- 『みんなで作った老楽笑歌 全国公募 3』林あや子編 時実選 保健同人社 2005
- 『夕焼けエッセーまとめて5年分』玉岡かおる,眉村卓共選 産経新聞出版 2009

## 関連文献
- 安藤まどか『わが母 時実新子――母からのラブレター』実業之日本社、2013年。ISBN 978-4-408-59382-1。 - 著者は時実の長女。